# Dicranomyia tristigmata
Dicranomyia tristigmata är en tvåvingeart som beskrevs av Alexander 1925. Dicranomyia tristigmata ingår i släktet Dicranomyia och familjen småharkrankar. Inga underarter finns listade i Catalogue of Life.